# Rafael Bluteau

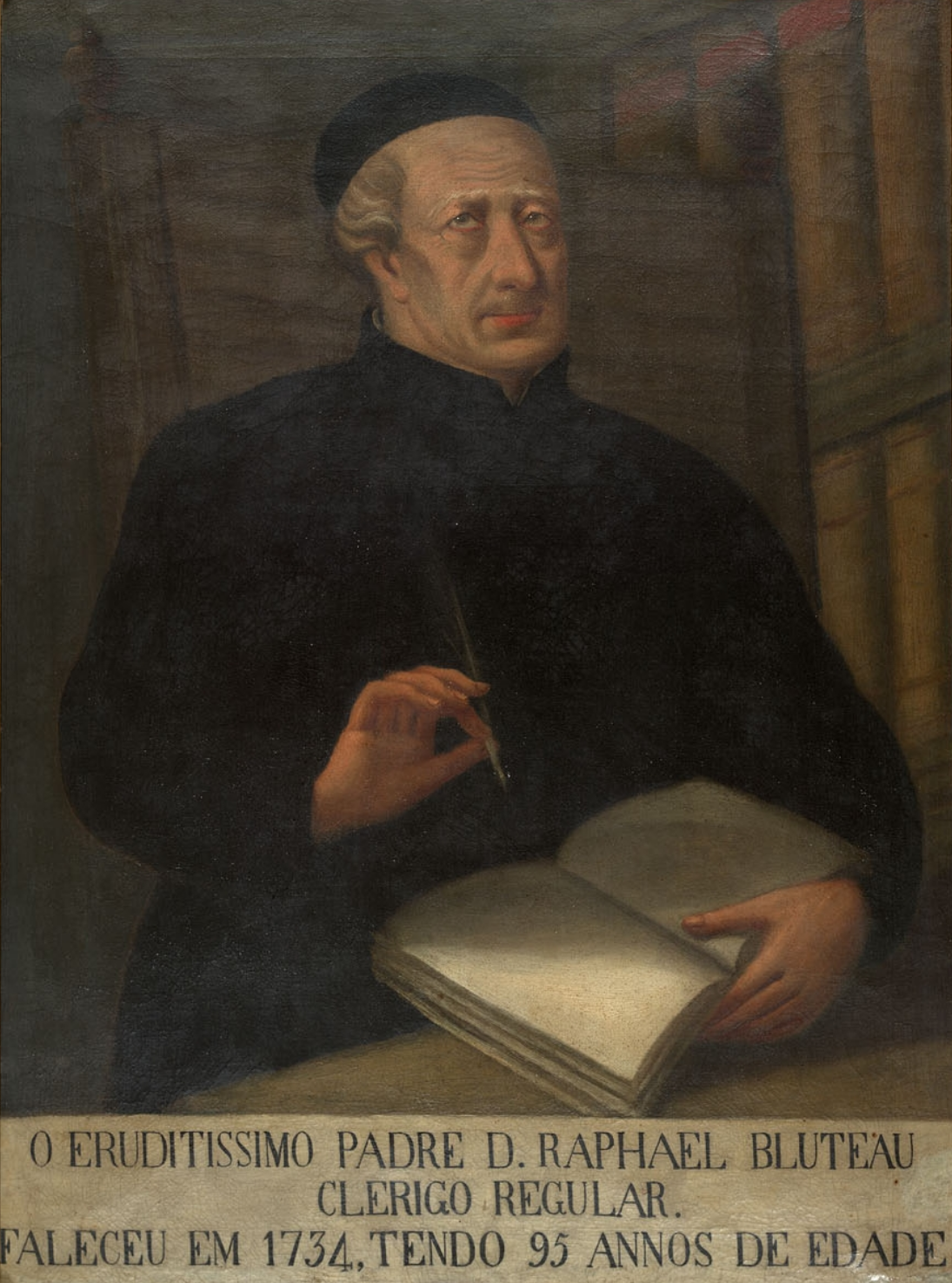
Padre Raphael Bluteau.

Rafael Bluteau (Londres, 4 de dezembro de 1638 – Lisboa, 14 de fevereiro de 1734) foi um religioso teatino (ou seja, da Ordem dos Clérigos Regulares), hoje lembrado principalmente como grande lexicógrafo da língua portuguesa e autor do monumental Vocabulário Português e Latino (8 tomos, Coimbra e Lisboa: 1712–1721 e 2 tomos de Suplemento, Lisboa: 1727–1728), que mais tarde António de Morais Silva modernizou e ampliou, dando assim origem ao seu Dicionário da Língua Portuguesa (1789).
Filho de pais franceses, chegou a Portugal em 26 de junho de 1668, aos 29 anos, a mando do Geral da Ordem. Tinha deixado Londres por Paris com a mãe, fugindo das agitações quando da morte do rei Carlos I da Inglaterra. Estudou humanidades no Colégio real Henri IV (La Flèche, Sarthe) e depois no Colégio de Clermont (hoje lycée Louis-le-Grand, Paris). Frequentou quando jovem as Universidades de Verona, Roma, Paris. Doutorou-se em Roma em ciências teológicas e professou na Ordem a 29 de agosto de 1661. Criou na França renome como pregador. Teria aprendido depressa a língua portuguesa e começado a se distinguir como orador sagrado, com grande aceitação na corte.
Em Portugal fez parte dos padres "estrangeirados", no conceito de António Sérgio, pois uniu-se ao movimento acadêmico patrocinado pelo conde da Ericeira, D. Francisco Xavier de Menezes. Teve a proteção da Rainha Maria Francisca de Saboia, esposa do rei Afonso VI de Portugal e depois de D. Pedro II de Portugal, de quem se tornou partidário. Em 1680 foi encarregado de acompanhar à corte de Turim o Doutor Duarte Ribeiro de Macedo, que ia tratar do casamento da Infanta Isabel com o duque de Sabóia, Vítor Amadeu. Falecendo o Doutor Macedo na viagem, o padre Bluteau o substituiu na missão até chegar de Lisboa em 1682 o novo ministro, que foi o duque de Cadaval, para concluir as negociações que por fim não se completaram, pela grave enfermidade que assaltou o duque de Sabóia.
A morte da Rainha em 27 de dezembro de 1683 causou muitos dissabores ao padre, que se retirou para a França. Regressou a Portugal apenas em 1704 mas sem ter o acolhimento que esperava, pois se tornara suspeito ao Governo em razão da guerra declarada entre as duas coroas. Mal entrou em Lisboa, recebeu ordem de se recolher ao convento de Alcobaça, onde reviu o Vocabulário Português e Latino e várias outras obras. Em 1713 obteve licença para residir em Lisboa, pois estava concluída a paz. D. João V de Portugal ordenou que fossem impressas todas as suas obras e o nomeou académico do número quando em 1720 foi fundada a Academia Real da História Portuguesa. Já pertencia, então, à Academia dos Generosos e à Academia dos Aplicados.
Destacou-se nas Conferências Discretas e Eruditas que se celebravam na casa do conde da Ericeira e na Academia dos Generosos, como divulgador da atividade científica das grandes academias europeias. Discorreu ali, por exemplo, sobre Astronomia moderna e seus diversos sistemas, preocupando-se ainda com as questões relativas à "duração da terra", na ocasião intenso foco de polêmica. Não poupa a lógica da Escolástica, acusando-a de especulativa, formalista e inútil, em nome de uma orientação vincadamente nominalista.
No campo das atividades literárias, foi uma espécie de intermediário entre Portugal e a cultura francesa, sobretudo na difusão do magistério de Boileau. Tampouco permaneceu insensível às preocupações de caráter econômico, voltadas para a reforma da vida do homem em sociedade.
Foi prepósito do convento de São Caetano e faleceu já muito idoso, aos 95 anos. Mereciam-lhe especial predileção os estudos de línguas mortas e vivas, especialmente as que falava com desembaraço: a língua inglesa, francesa, italiana, portuguesa, espanhola e grega.

## Obras
1. Primicias Evangélicas, ou sermões panegyricos do P. D. Raphael Bluteau, etc. oferecido à serenissima alteza de Cosmo Terceiro, gran-duque de Toscana, Lisboa, 1676; Parte segunda, oferecida a uma doutissima, poderosissima e virtuosíssima princeza, Lisboa, 1685 (esta "princeza" era a livraria de D. Luís de Sousa, arcebispo de Lisboa, a quem dedicava uma oração dedicatória muito extensa); Parte terceira, oferecida ao Marquez de Cascaes, etc., Paris, 1698.
2. Vocabulario Portuguez e Latino… em 8 volumes, Coimbra, (1712–1721) e 2 volumes de Suplemento (1727–1728). O título completo era Vocabulario Portuguez, e Latino, Aulico, Anatomico, Architectonico, Bellico, Botanico, Brasilico, Comico, Critico, Chimico, Dogmatico, Dialectico, Dendrologico, Ecclesiastico, Etymologico, Economico, Florifero, Forense, Fructifero, Geographico, Geometrico, Gnomonico, Hydrographico, Homonymico, Hierologico, Ichtuologico, Indico, Ifagogico, Laconico, Liturgico, Lithologico, Medico, Musico, Meteorologico, Nautico, Numerico, Neoterico, Ortographico, Optico, Ornithologico, Poetico, Philologico, Pharmaceutico, Quidditativo, Qualitativo, Quantitativo, Rethorico, Rustico, Romano; Symbolico, Synonimico, Syllabico, Theologico, Terapeutico, Technologico, Uranologico, Xenophonico, Zoologico, Autorizado com exemplos dos melhores escritores portuguezes, e latinos, e offerecido a ElRey de Portugual, D. Joaõ V, pelo Padre D. Raphael Bluteau. Descrito como obra de grande merecimento, que na época foi de enorme utilidade, verdadeiro serviço prestado ao país, ainda consultado por quem se interessa por estudos de literatura.
3. Prosas Portuguesas, recitadas em diferentes congressos académicos, Parte I e II, Lisboa, (1728);
4. Instrucção sobre a cultura das amoreiras e criação dos bichos de seda, dirigida à conservação e augmento das manufacturas de seda e dedicada a el-rei D. Pedro II, quando principe regente, que as estabeleceu e com os novos privilegios concedidos por el-rei D. José I, nosso senhor, autor D. R. B. Coimbra, 1769. A 1ª edição data de 1679. Obra depois incluída, com aditamentos, nas Prosas Portuguezas, tomo II.
5. Diccionario castellano y portuguez impresso em Lisboa por orden de el-rey de Portugal D. Juan V, etc., Rio de Janeiro, 1841.
6. Sermões panegyricos e doutrinaes, que a diversas festividades e assumptos pregou, etc. 2 tomos, Lisboa, 1732 e 1733.